# Jan Lutkowic van Brzezia
Jan Lutkowic van Brzezia of Johannes Lutconis de Brzezie (Brezie, ca. 1405 - 24 mei 1471, Krakau) was de 37e bisschop van Krakau, bisschop van Włocławek, diplomaat en rechtsgeleerde.

## Biografie
Jan Lutkowic van Brezia was een telg van de Poolse heraldische clan Doliwa. Zijn vader Lutogiew was provinciale schout. Hij studeerde in Rome en ontving in 1451 zijn doctorale graad in de rechten.
Jan Lutkowic was tussen 1429 en 1430 secretaris van Vytautas de Grote en diplomaat aan het hof van Keizer Sigismund. 
Hij verdedigde in 1454 Casimir IV van Polen tijdens de Rijksdag te Regensburg. Jan Lutkowic werd in 1455 benoemd als vice-kanselier van Polen. Jan Lutkowic werd in 1460 tijdens een vergadering in Piotrków Trybunalski door het kapittel van de Wawelkathedraal genomineerd als bisschop van Krakau. Hij weigerde dit aanbod en niet veel later barstte er een politieke strijd los tussen Paus Pius II en Casimir IV van Polen. Jan Lutkowic accepteerde wel de bisschopsambt van Włocławek op 6 juli 1463 en verving een jaar later Jan Gruszczyński als bisschop van Krakau.
Jan Lutkowic overleed op 24 mei 1471 aan een beroerte en werd in de Wawelkathedraal begraven.
- Virtual International Authority File: 94147662975860551316